# Phương trình hóa học
Phương trình hóa học (hay Phương trình biểu diễn phản ứng hoá học) là một phương trình gồm có hai vế nối với nhau bởi dấu mũi tên từ trái sang phải, vế trái biểu diễn các chất tham gia phản ứng, vế phải biểu diễn các chất thu được sau phản ứng, tất cả các chất đều được viết bằng công thức hoá học của chúng và có những hệ số phù hợp đặt trước công thức hoá học đó để bảo đảm đúng định luật bảo toàn khối lượng. Phương trình hoá học được viết ra đầu tiên bởi Jean Beguin vào năm 1615.

## Sự hình thành phản ứng hoá học
Một phương trình hóa học bao gồm công thức hóa học của chất phản ứng (chất ban đầu) và công thức hóa học của sản phẩm (chất được tạo thành trong phản ứng hóa học). Hai chất này được phân tách bằng ký hiệu mũi tên (→, thường được đọc là "tạo thành") và công thức hóa học của mỗi chất riêng biệt được phân tách với các chất khác bằng một dấu cộng.
Ví dụ, phản ứng của sắt với chlor có thể được viết như sau:
2 Fe + 3 Cl2 → 2 FeCl3
Phương trình này sẽ được đọc là "hai Fe cộng ba Cl hai tạo ra hai FeCl ba". Tuy nhiên, đối với các phương trình liên quan đến các hóa chất phức tạp, thay vì đọc chữ cái và chỉ số phụ của nó, các công thức hóa học được đọc bằng cách sử dụng danh pháp IUPAC. Sử dụng danh pháp IUPAC, phương trình này sẽ được đọc là "sắt cộng khí chlor tạo ra sắt(III) chloride".
Phương trình này chỉ ra rằng sắt và khí chlor phản ứng tạo thành FeCl3. Nó cũng chỉ ra rằng cứ hai nguyên tử sắt thì cần có ba phân tử khí chlor và phản ứng sẽ tạo thành hai phân tử sắt(III) chloride. Các hệ số cân bằng hóa học (các con số ở phía trước của các công thức hóa học) là kết quả từ định luật bảo toàn khối lượng và định luật bảo toàn điện tích (xem phần "Cân bằng phương trình hóa học" ở dưới để biết thêm thông tin).

## Các ký hiệu thường gặp
Các ký hiệu được sử dụng để phân biệt giữa các loại phản ứng khác nhau. Có các ký hiệu:
- "=" để biểu thị một cân bằng hóa học.
- "→" để biểu thị phản ứng một chiều.
- "⇄" để biểu thị phản ứng hai chiều.[3]
- "⇌" để biểu thị phản ứng ở trạng thái cân bằng.[4]

Trạng thái vật lý của hóa chất cũng thường được ghi trong ngoặc đơn sau công thức hóa học, đặc biệt là đối với các phản ứng ion. Khi nêu trạng thái vật lý, (r) biểu thị chất rắn, (l) biểu thị chất lỏng, (k) biểu thị chất khí và (dd) biểu thị dung dịch nước.
Nếu phản ứng cần năng lượng, nó được chỉ ra phía trên mũi tên. Một chữ cái Hy Lạp viết hoa delta (Δ) được đưa vào mũi tên phản ứng để chứng tỏ rằng năng lượng dưới dạng nhiệt được thêm vào phản ứng. Cách diễn đạt {\displaystyle h\nu } được sử dụng để biểu thị năng lượng dưới dạng ánh sáng. Các ký hiệu khác được sử dụng cho các dạng năng lượng hoặc bức xạ cụ thể khác.

## Cân bằng phương trình hóa học
Định luật bảo toàn khối lượng cho biết số lượng của mỗi nguyên tử không thay đổi trong một phản ứng hóa học. Do đó, mỗi vế của phương trình hóa học phải đại diện cho cùng một lượng của bất kỳ nguyên tố cụ thể nào. Tương tự như vậy, điện tích được bảo toàn trong một phản ứng hóa học. Do đó, điện tích giống nhau phải có ở cả hai vế của phương trình cân bằng.
Người ta cân bằng một phương trình hóa học bằng cách thay đổi số cho mỗi công thức hóa học. Các phương trình hóa học đơn giản có thể được cân bằng bằng cách kiểm tra, nghĩa là bằng cách thử và sai. Cũng có một cách khác liên quan đến việc giải hệ phương trình tuyến tính.
Phương trình cân bằng thường được viết với hệ số nguyên nhỏ nhất. Nếu không có hệ số nào trước công thức hóa học thì hệ số là 1.
Phương pháp kiểm tra có thể được phác thảo như đặt hệ số 1 trước công thức hóa học phức tạp nhất và đặt các hệ số khác trước mọi công thức khác sao cho cả hai bên của mũi tên đều có cùng số nguyên tử. Nếu tồn tại bất kỳ hệ số phân số nào, ta nhân mọi hệ số với số nhỏ nhất cần thiết, thường là mẫu số của hệ số phân số đối với phản ứng có hệ số phân số duy nhất.